# 富山北口駅
富山北口駅（とやまきたぐちえき）は、富山県富山市畑中にあった富山地方鉄道射水線の駅（廃駅）である。射水線の廃線に伴い1980年（昭和55年）4月1日に廃駅となった。

## 歴史
- 1924年（大正13年）10月12日：越中電気軌道当駅 - 四方駅間開通に伴い開業[1][2]。駅舎内には越中電気軌道の本社も併設されていた[3]。
- 1926年（大正15年）7月21日：聯隊橋駅（後の新富山駅） - 当駅間延伸開通に伴い中間駅となる[1][2]。
- 1927年（昭和2年）2月13日：鉄道会社名を越中鉄道に改称。それに伴い同鉄道の駅となる[2]。
- 1943年（昭和18年）1月1日：交通統合に伴い富山地方鉄道射水線の駅となる[1][2]。
- 1945年（昭和20年）8月2日：富山大空襲により駅舎全焼[3]。
- 1947年（昭和22年）4月30日：木造駅舎竣工[3][4]。
- 1969年（昭和44年）4月15日：交換設備撤去[5][6]。
- 時期不詳：業務委託化[7]。
- 1980年（昭和55年）4月1日：射水線の廃線に伴い廃止となる[1][2]。

## 駅構造
廃止時点で、単式ホーム1面1線を有する地上駅であった。ホームは線路の西側（新港東口方面に向かって左手側）に存在した。かつては相対式ホーム2面2線を有する列車交換可能な交換駅であった。駅舎側ホーム（西側）が下り線、対向側ホーム（東側）が上り線となっていた。使われなくなった対向ホーム側の1線は、交換設備運用廃止後は撤去されたが、ホームは残存していた。
業務委託駅となっていた。駅舎は構内の南西側に位置しホーム南側に接していた。周囲より若干高台にあり、駅舎入口へは階段を上る必要があった。入口はホームに対し90度の角度で駅舎の南側に設置されていた。ホームに待合所代わりの上屋を有した。

## 駅周辺
附近に学校があり、通学客が多く利用した。
- 富山県道7号富山八尾線
- 富山県道208号小竹諏訪川原線
- 神通大橋[8]
- 富山桜谷郵便局
- 神通川

## 駅跡
廃線後は代行バスの停留所となった。1997年（平成9年）時点では、附近の線路跡は富山地鉄バス専用道路となっており、上下線の2つのホームが、ともに道路脇に雑草が生い茂った、朽ち果てた姿で残存していた。その後当駅跡附近の地鉄バス専用道路は廃止され、2006年（平成18年）5月時点では駅跡は駐車場となっており、2010年（平成22年）時点でも同様であった。

## 隣の駅
富山地方鉄道
射水線
新富山停留場 - 富山北口駅 - 八ヶ山駅